# Santa Ana (wiatr)

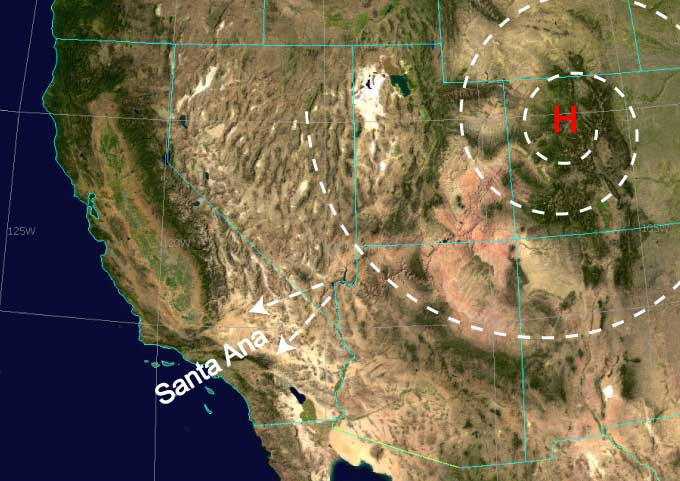
Santa Ana powstaje, kiedy nad Wielką Równiną Amerykańską zalega wyż. Wiatry wieją z Gór Sierra Nevada w stronę Pacyfiku

Santa Ana – suchy pustynny wiatr fenowy w południowej Kalifornii. 
Santa Ana wieje z północnego wschodu lub wschodu od wschodniej części gór Sierra Nevada. Najczęściej wieje od października do marca. Powstawanie wiatru Santa Ana jest związane z gradientem ciśnienia wywołanym wyżem nad Wielką Równiną Amerykańską.

## Zobacz też

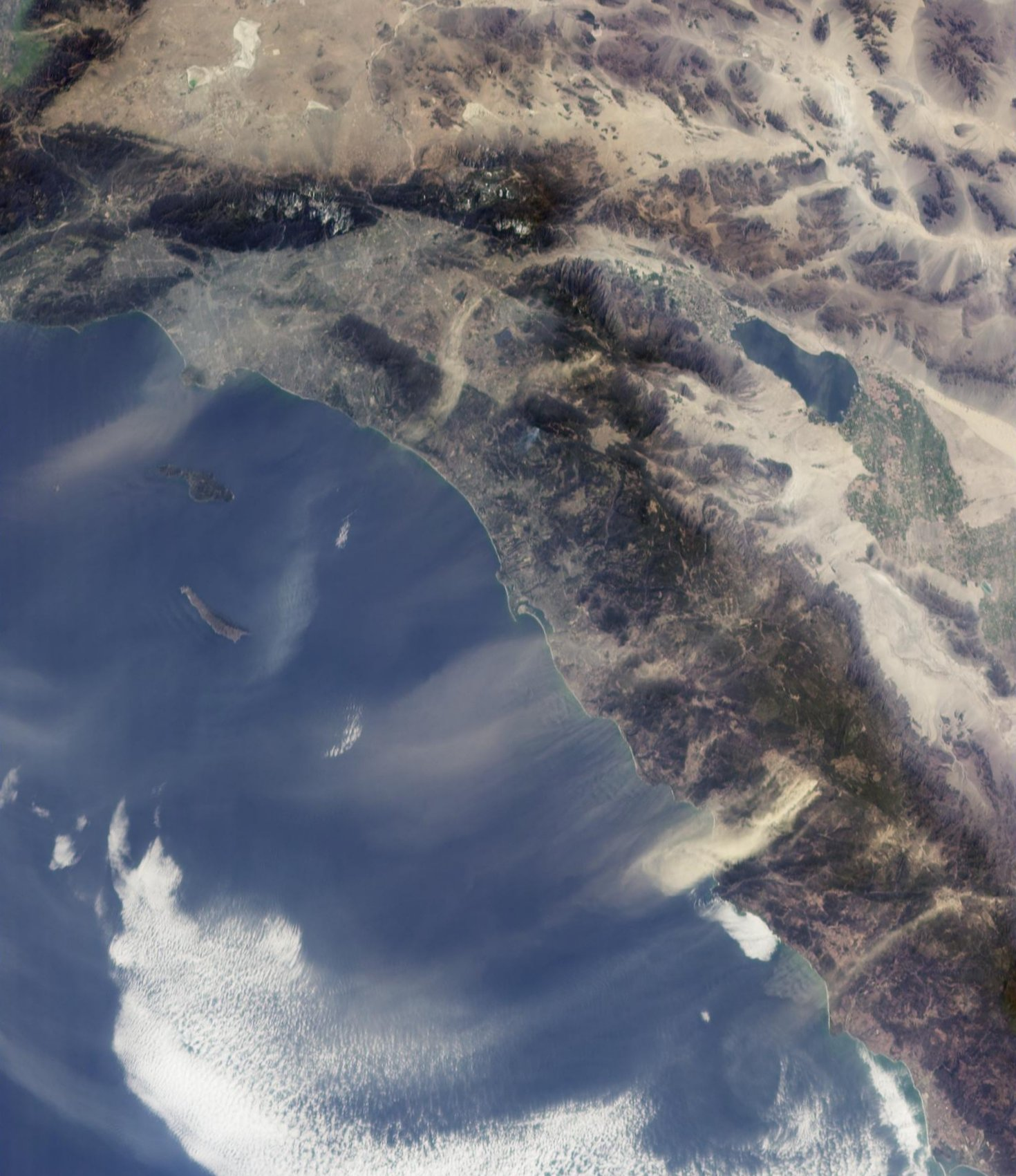
Wiatr Santa Ana przywiewa pył nad Pacyfik